# Nhà Kayani
Nhà Kayani (còn gọi là Kay, Kaianid hay Kayanian) là một triều đại bán thần thoại trong truyền thống dân gian nước Đại Iran. Các vua nhà Kayani được xem là những anh hùng của Kinh Thánh Avesta trong Hỏa giáo, hay trong thiên sử thi Shahnameh của nhân dân Iran.
Là tên gọi có ý nghĩa của các vị vua và lý do tại sao triều đại này lại có tên như thế, từ "Kay(an)" trong tiếng Trung và Tân Ba Tư là phần mở rộng là từ kavi (hay kauui) trong kinh Avesta nghĩa là "vua" đồng thời "nhà thơ - người lo việc tế thần" hay "nhà thơ - thầy tế". Từ ngữ này cũng có quan hệ theo từ nguyên với khái niệm của Avesta, kavaēm kharēno, tức "quyền lực huy hoàng được phân chia" mà các vua nhà Kayani nắm giữ. Chiếc vương miện Kiani là biểu hiện về mặt vật chất của niềm tin này.

## Trong thánh kinh
Phần Yashts của kinh Avesta có nói về sự kiện đầu tiên của nhà Kayani: nhà vua dâng hương tế các vị thần với ước nguyện rằng các ngài sẽ phù hộ, và giúp vua chống giặc Anarya, đôi khi được đồng nhất hoá với người Turan.
Trong Yasht 5, 9.25, 17.45-46, Haosravah, vị vua nhà Kayani, sau được biết với tên gọi Kay Khosrow, cùng với Zoroaster và Jamasp (tể tướng của Vishtaspa, một vị vua khác của nhà Kayani mà cũng là người bảo trợ của Zoroaster) được xem là thần thánh trong Airyanem Vaejah. Vua Haosravah được kể là người có công thống nhất các bộ lạc Aryan thành một nhà nước (Yasht 5.49, 9.21, 15.32, 17.41).

## Trong truyện dân gian
Vào thời hậu kì Sassanid, Khosrow II (590-628, lấy tên theo Kay Khosrow huyền thoại) lệnh cho biên soạn sách về huyền thoại, có cả người Kayani. Sách đó có tên là Khwaday-Namag hay "Sách của các ông vua", viết về một quá trình lịch sử lâu dài của dân tộc Iran kể từ thời Gayomart thuở xa xưa đến thời Khosrow II.

## Các vua nhà Kayani
- Kei Qobád
- Kai Kavoos
- Kai Khosrow
- Kai Luarsab
- Kai Garshasp
- Kai Bahman
- Kai Darab